# Eurya rehderiana
Eurya rehderiana är en tvåhjärtbladig växtart som beskrevs av Clarence Emmeren Kobuski. Eurya rehderiana ingår i släktet Eurya och familjen Pentaphylacaceae. Inga underarter finns listade i Catalogue of Life.